# Live in the City of Angels
Live in the City of Angels är ett livealbum av det skotska rockbandet Simple Minds från 2019. Den spelades in under bandets största nordamerikanska turné; mestadels den 24 oktober 2018 på Orpheum Theatre i Los Angeles.

## Låtar
1. The Signal And The Noise
2. Waterfront
3. Love Song
4. Let There Be Love
5. Up On The Catwalk
6. Sense Of Discovery
7. Glittering Prize
8. Promised You A Miracle
9. The American
10. Hunter And The Hunted
11. Stand By Love
12. Dirty Old Town
13. Themes For Great Cities
14. She’s A River
15. Walk Between Worlds
16. Hypnotised
17. Someone Somewhere In Summertime
18. See The Lights
19. All The Things She Said
20. Dolphins
21. Don’t You (Forget About Me)
22. New Gold Dream (81-82-83-84)
23. Once Upon A Time
24. Alive And Kicking
25. Sanctify Yourself

### Bonuslåtar på Deluxe-utgåvan
1. Book Of Brilliant Things
2. I Travel
3. Blindfolded
4. Honest Town
5. In Dreams
6. Stars Will Lead The Way
7. Big Sleep
8. Let The Day Begin
9. Barrowland Star
10. Midnight Walking
11. Summer
12. Big Music
13. Celebrate
14. The Cross
15. Speed Your Love To Me

## Medverkande
- Jim Kerr
- Charlie Burchill
- Sarah Brown
- Ged Grimes
- Cherisse Osei
- Gordy Goudie [1]